# 장 비고
장 비고(Jean Vigo, 1905년 4월 26일 ~ 1934년 10월 5일)는 프랑스의 영화 감독이다. 1930년대 프랑스 시적 사실주의를 이끌었다.

## 생애
1905년 파리에서 태어났다. 아버지는 무정부주의자·언론인 미겔 알메레다이다. 그는 1917년 8월 13일 프렌 감옥 병원에서 의문사(疑問死)했다. 이후 장 살르(Jean Sales)라는 가명으로 기숙학교에서 생활했다.
1926년 Font-Romeu의 결핵 요양소에서 폴란드 출생 리두 로진스카(Lydu Lozinska)를 만났다. 둘은 1928년 함께 니스로 갔고, 1929년 1월 24일 결혼했다. 1931년 딸 루스 비고(Luce Vigo)가 태어났다.
1928년부터 1932년까지 니스에 거주했다. 니스의 한 스튜디오에서 촬영 보조를 하며 생활했다. 니스 시절, 《니스에 관하여》와 《장 타리스, 물의 왕》을 만들었다. 1932년 파리로 이주(移住)했다. 파리에서 실업가(實業家) 자크-루이 누네(Jacques-Louis Nounez)에게 투자받아 《품행제로》와 《라탈랑트》를 연달아 만들었다.
네 편의 영화 모두 수익(收益)에 실패해 빈곤한 생활을 했다. 한때, 부부(夫婦)의 건강이 악화되자 가지고 있던 카메라를 팔기도 했다.
《라탈랑트》를 찍은 직후인 1934년 결핵으로 사망했다. 시신(屍身)은 Cimetière parisien de Bagneux에 묻혔다.

## 경력
1930년 니스의 빈부격차를 다룬 《니스에 관하여》를 보리스 카우프만(Boris Kaufman)과 합작했다. 1931년 수영선수 장 타리스(Jean Taris)를 다룬 《장 타리스, 물의 왕》을 만들었다. 1933년 자크-루이 누네(Jacques-Louis Nounez)에게 투자받아 《품행제로》를 만들었다. 자크-루이 누네는 장 비고에게 완전한 자율권(自律權)을 주고 제작에 간섭하지 않았다. 작품의 무정부주의성(無政府主義性) 때문에 정부로부터 상영금지 처분을 받았다. 이 작품은 1946년 2월 15일 해금(解禁)되어 상영되었다. 《품행제로》의 수익 실패에도, 자크-루이 누네는 장 비고를 재신임하여 《라탈랑트》를 찍게 해준다. 전작(前作)이 너무나 극단적이었기 때문에 이번에는 장 비고로부터 시나리오를 미리 받아 본다. 《라탈랑트》의 제작이 끝나갈 무렵 제작사는 장 비고에게 영화를 좀 더 상업적인 방향으로 개선(改善)하라고 요구했지만, 당시 장 비고의 건강이 급격히 악화되어 아무것도 할 수 없었다. 제작사는 임시방편으로 영화 여기저기를 편집하고, 제목을 당대(當代)의 유행가 이름을 따와 지나가는 바지선(Le Chaland qui passe)으로 개제(改題)하였지만 상업적으로 실패하였다. 이 영화는 원본이 분실되었다가, 1980년대 사본(寫本)이 British National Film and Television Archive에서 발견되어 원본(原本)으로 복원되었다.

## 평가와 영향
장 비고 생전(生前)의 비평가들은 그를 아마추어적이라고 비난했다. 장 비고가 평가받기 시작한 것은 전후(戰後) 네오레알리스모가 태동하면서부터이다. 그의 작품은 상영되었고, 그는 선구자로 추대(推戴)되었다.
1960년대 누벨 바그 감독들에게 영향을 주었다.
1951년 그의 이름을 기린 장 비고 상이 제정(制定)되었다.
장뤼크 고다르는 기관총부대(Les Carabiniers)를 장 비고에게 헌정했다.
린지 앤더슨은 《품행제로》에서 영감을 받아 만약(if....)을 만들었다.
2005년 Quai de la Loire의 산책로(promenade)가 장 비고의 이름을 따서 promenade Jean-Vigo라고 명명(命名)되었다.

## 작품 목록
- 1930년 : 《니스에 관하여》
- 1931년 : 《장 타리스, 물의 왕》
- 1933년 : 《품행제로》
- 1934년 : 《라탈랑트》

## 관련 서적
- Michael Temple, Jean Vigo. Manchester: Manchester University Press, 2005.
- Paulo Emilio Salles Gomes, Jean Vigo.